# 26 mučedníků z Daimielu
26 mučedníků z Daimielu, nebo také passioniští mučedníci z Daimielu, jsou skupina řeholníků Společenství utrpení Ježíše Krista, zabitých pro svoji víru během španělské občanské války roku 1936. Katolická církev je uctívá jako blahoslavené mučedníky.

## Mučednictví
Dne 21. července 1936 ve 23:30 obklíčila skupina ozbrojených anarchistů klášter passionistů Cristo de la Luz v Daimielu a donutila řeholníky k odchodu. Provinční otec Nicéforo de Jesús y María, který právě klášter navštívil, shromáždil řeholní komunitu v kostele, kde jim udělil rozhřešení a přijal spolu s nimi svaté přijímání. Poté bylo celé osazenstvo kláštera ozbrojenci vyvedeno z kostela a odvedeno na místní hřbitov. Překvapivě však zde byli všichni propuštěni a bylo jim nařízeno, aby oblast opustili.
Poté se rozdělili do menších skupin a plánovali se znovu sejít v Madridu. Informace o nich však byly předány dalším ozbrojeným skupinám, kdy mezi 23. červencem a 23. říjnem 1936 bylo vystopováno a zabito 26 členů řádu z kláštera Daimiel.
23. července, byl otec Nicéforo a čtyři další řeholníci zastřeleni v nedalekém městě Manzanares. Devět bratří se vlakem dostalo do Ciudad Real, kde byli uvězněni. Poté je ozbrojenci vedli tamními ulicemi, kde je dav zesměšňoval a kamenoval, než byli zabiti a pohřbeni v masovém hrobě. Deset dalších se pokusilo vlakem dostat do Madridu. Z vlaku však byli nuceni nádraží Urda vystoupit a ráno 25. července byli zastřeleni. Dalším dvěma, Juanu Pedrovi de San Antoniu a Pablu Maríi de San José, se podařilo dojít pěšky do Carrión de Calatrava, kde se dva měsíce ukrývali. Později byli odhaleni a zastřeleni.

## Seznam mučedníků
Zde je uveden seznam 26 zabitých passionistů (jejich civilní jména jsou uvedena v závorkách):
- Nicéforo de Jesús y María (Vicente Díez Tejerina), provinční představený, narozen 17. února 1893 v Herreruela de Castillería, Palencia a zemřel 23. července 1936 v Manzanares, Ciudad Real
- Germán de Jesús y María (Manuel Pérez Jiménez), představený komunity, narozen 7. září 1898 v Cornagu, La Rioja a zemřel 23. července 1936 v Carabanchel Bajo, Madrid
- Juan Pedro de San Antonio (José María Bengoa Aranguren), narozen 19. června 1890 v Santa Águeda de Gesalibar, Guipúzcoa a zemřel 25. září 1936 v Carrión de Calatrava, Ciudad Real
- Felipe del Niño Jesús (Felipe Valcobado Granado), narozen 26. května 1874 v San Martín de Rubiales, Burgos a zemřel 23. července 1936 v Carabanchel Bajo, Madrid
- Ildefonso de la Cruz (Anatolio García Nozal), narozen 15. března 1898 v Becerril del Carpio, Palencia a zemřel 23. října 1936 v Manzanares, Ciudad Real
- Pedro del Corazón de Jesús (Pedro Largo Redondo), narozen 19. května 1907 v Alba de los Cardaños, Palencia a zemřel 25. července 1936 v Urdě, Toledo
- Justiniano de San Gabriel de la Dolorosa (Justiniano Cuesta Redondo), narozen 19. srpna 1910 v Alba de los Cardaños, Palencia a zemřel 23. října 1936 v Manzanares, Ciudad Real
- Pablo María de San José (Pedro Leoz Portillo), narozen 17. února 1882 v Leozu, Navarra a zemřel 25. září 1936 v Ciudad Real
- Benito de la Virgen de Villar (Benito Solana Ruiz), narozen 17. února 1882 v Cintruénigu, Navarra a zemřel 25. července 1936 v Urdě, Toledo
- Anacario de la Inmaculada (Anacario Benito Nozal), narozen 23. září 1906 v Becerril del Carpio, Palencia a zemřel 23. července 1936 v Carabanchel Bajo, Madrid
- Felipe de San Miguel (Felipe Ruiz Fraile), narozen 6. března 1915 v Quintanilla de la Berzosa, Palencia a zemřel 23. července 1936 v Carabanchel Bajo, Madrid
- Eufrasio del Amor Mercicordioso (Eufrasio de Celis Santos), narozen 13. března 1913 v Salinas de Pisuerga, Palencia a zemřel 23. října 1936 v Manzanares, Ciudad Real
- Maurilio del Niño Jesús (Maurilio Macho Rodríguez), narozen 15. března 1915 ve Villafría de la Peña, Palencia a zemřel 23. července 1936 v Carabanchel Bajo, Madrid
- Tomás del Santísimo Sacramento (Tomás Cuartero Gascón), narozen 22. února 1915 v Tabuence, Zaragoza a zemřel 23. října 1936 v Manzanares, Ciudad Real
- José María de Jesús y María (José María Cuartero Gascón), narozen 24. dubna 1918 v Tabuence, Zaragoza a zemřel 23. října 1936 v Manzanares, Ciudad Real
- José de los Sagrados Corazones (José Estalayo García), narozen 17. března 1915 v San Martín de Perapertú, Palencia a zemřel 23. července 1936 v Manzanares, Ciudad Real
- José de Jesús y María (José Osés Sáinz), narozen 29. dubna 1915 v Peraltě, Navarra a zemřel 23. července 1936 v Carabanchel Bajo, Madrid
- Julio del Corazón de Jesús (Julio Mediavilla Consejero), narozen 7. května 1915 v La Lastra, Palencia a zemřel 23. července 1936 v Carabanchel Bajo, Madrid
- Félix de las Cinco Heridas (Félix Ugalde Irurzun), narozen 6. listopadu 1915 v Mendigorríi, Navarra a zemřel 25. září 1936 v Urdě, Toledo
- José María de Jesús Agonizante (José María Ruiz Martínez), narozen 3. února 1916 v Puente la Reina, Navarra a zemřel 23. července 1936 v Carabanchel Bajo, Madrid
- Fulgencio del Corazón de María (Fulgencio Calvo Sánchez), narozen 12. května 1916 v Cubillo de Ojeda, Palencia a zemřel 23. července 1936 v Manzanares, Ciudad Real
- Honorino de Nuestra Señora de los Dolores (Honorio Carracedo Ramos), narozen 21. dubna 1916 v La Lastra, Palencia a zemřel 23. října 1936 v Manzanares, Ciudad Real
- Laurino de Jesús Crucificado (Laurino Proaño Cuesta), narozen 14. dubna 1916 ve Villafría de la Peña, Palencia a zemřel 23. července 1936 v Carabanchel Bajo, Madrid
- Epifanio de San Miguel (Epifanio Sierra Conde), narozen 12. května 1916 v San Martín de los Herreros , Palencia, zemřel 23. července 1936 v Manzanares, Ciudad Real
- Abilio de la Cruz (Abilio Ramos y Ramos), narozen 22. února 1917 v Resobě, Palencia a zemřel 23. července 1936 v Manzanares, Ciudad Real
- Zacarías del Santísimo Sacramento (Zacarías Fernández Crespo), narozen 24. května 1917 v Cintruenigu, Navarra a zemřel 23. července 1936 v Manzanares, Ciudad Real[6][7]

Většina ze zavražděných passionistů byli mladí studenti, šestnáct z nich bylo ve věku mezi osmnácti a jednadvaceti lety. Zbytek tvořili řeholní kněží a laičtí bratři.

## Úcta
Dne 28. listopadu 1988 podepsal papež sv. Jan Pavel II. dekret o jejich mučednictví. Blahořečeni pak byli tímtéž papežem dne 1. října 1989 v bazilice sv. Petra.
Jejich památka je připomínána 24. července.